# Itapiratins
Itapiratins este un oraș în Tocantins (TO), Brazilia.